# Snapsting
Snapstinget i Viborg har fra gammel tid  været termin for alle større betalinger i Nørrejylland, men udviklede sig også til et af de vigtigste markeder.
Det vides ikke, hvad forstavelsen "snaps" i snapsting egentlig betyder. Det har ikke noget med drikken snaps at gøre, idet denne betydning er langt yngre end ordet snapsting. 
Oprindeligt fandt snapstinget sted i ugen efter Helligtrekonger samtidig med det tilsvarende pengemarked i Kiel, kaldet Kieler Omslag, men i 1672 blev det flyttet til marts.- Senere blev det lagt lige efter påsken, og fra 1751 fra den 26. april og 14 dage frem. I 1778 blev det igen flyttet til juni, i tiden fra den 4. til den 20.,  hvor der var bedre afsætning for korn og stude.
Det har frem til begyndelsen af 1800-tallet været af afgørende betydning for kapital- og ejendomshandel for hele Jylland, ligesom det fik stor betydning for udveksling af nyheder og modestrømninger.
Snapstinget fik en kraftig opblomstring i slutningen af 1700-tallet og begyndelsen af 1800-tallet i forbindelse med de såkaldte godsslagtninger, hvor spekulanter opkøbte godser og derefter tjente store penge på at udstykke dem og sælge igen. Efter at Viborg Landsting blev nedlagt i 1805, begyndte det så småt at gå tilbage. Snapstinget fik et alvorligt knæk i forbindelse med statsbankerotten i 1813, og i slutningen af 1820´erne ophørte det helt.

## Anden betydning af "Snapsting"
Med spøgende allusion til snaps (= akvavit) er "Snapstinget" blevet brugt som (uofficiel) betegnelse for Rigsdagens (nu: Folketingets) restaurant.